# Parafia Niepokalanego Poczęcia Najświętszej Maryi Panny i Św. Wojciecha w Nidzicy
Parafia Świętego Wojciecha, biskupa i męczennika w Nidzicy – rzymskokatolicka parafia w Nidzicy, należąca do archidiecezji warmińskiej i dekanatu Nidzica. Została utworzona w XV wieku. Kościół parafialny jest budowlą gotycką wybudowaną w XIV wieku, przebudowaną w stylu neorenesansowym w latach 1920–1924. Mieści się przy ulicy Młynarskiej.